# AwardWallet
AwardWallet是美国的飞行常客里程及积分跟踪网站。通常被认为是同类型网站中的首创企业。公司成立于2004年，总部位于宾夕法尼亚州伯利恒。截至2011年，AwardWallet可从從400多个网站跟踪各类常客奖励计划会员及积分数据。2012年，AwardWallet涉及与美国数家航空公司的一系列纠纷，这些航空公司以用户隐私问题为由，拒绝AwardWallet的跟踪软件访问其客户数据 尽管如此，截至2021年，AwardWallet仍拥有70万用户。

## 历史
AwardWallet于2004年由亚历克斯·维雷斯查加（Alexi Vereschaga）和托德·梅拉（Todd Mera）创立，两人此前是Aelita软件公司的软件工程师。AdwardWallet最初通过跟踪多家航空公司的飞行常客奖励计划，方便用户一站式管理在多家公司的奖励积分，后又加入对酒店、租车、餐饮乃至购物等多种其他类型常客奖励计划的跟踪，扩大了服务范围。 AwardWallet 在 2010-2011 年为 iOS 和 Android 设备开发了移动应用程序。
截至2021年，AwardWallet已拥有超过70万名用户。纽约时报、英国广播公司（BBC）、美国有线电视新闻网（CNN）、彭博社、福布斯、洛杉矶时报、CNBC 和华尔街日报等媒体的旅游和技术版块曾报道或论及这款应用及服务。
2022年起，优步开始与AwardWallet合作推出优步旅程（Uber Travel），用户可通过此功能预订整个行程中所需的乘车服务，比如从机场到酒店和餐馆的交通。该功能将航班、酒店和餐厅预订整合到优步应用程序中。2024年，AwardWallet已跟踪700多家旅行和零售公司的常客计划和奖励系统，为用户提供行程提醒、航班异常的电子邮件通知等服务，并通过分析消费纪录来帮助用户优化奖励积分的累积。

## 技术
AwardWallet软件配备了多个与旅行领域相关的应用程序接口（API），包括AwardWallet电子邮件解析API、AwardWallet网络解析API和AwardWallet账户访问API。例如，电子邮件解析API可从用户收到的预订确认邮件中抓取旅行预订信息，经过解析后，以结构化的JSON 格式返回预订数据。AwardWallet账户访问API通过开放授权协议运行。 AwardWallet网络解析API可从在线账户中读取积分余额、会员等级、会员到期日等信息，通过它还可以访问差旅行程和账户活动历史纪录。一些观点将AwardWallet软件视为新兴的“API 经济”的一部分。

## 航空公司数据跟踪争议
2012年下半年，AwardWallet（以及同类网站TripIt 和MileWise）收到来自美国航空、达美航空、美国联合航空和西南航空公司的多份制止函，责令AwardWallet等软件不得访问它们的网站来跟踪客户的里程奖励计划。 2013年8月，美国航空又将AwardWallet的软件接入到公司的API系统，恢复了AwardWallet对公司会员数据的跟踪访问。